# Federico Enrico di Sassonia-Zeitz-Pegau-Neustadt
Federico Enrico di Sassonia-Zeitz-Pegau-Neustadt (Moritzburg, 21 luglio 1668 – Neustadt an der Orla, 18 dicembre 1713) della casata di Wettin.
Era il quarto figlio maschio del duca Maurizio di Sassonia-Zeitz e della sua seconda moglie, Dorotea Maria di Sassonia-Weimar, il terzo dei figli maschi sopravvissuti.

## Matrimonio
A Öls il 23 aprile 1699, sposò Sofia Angelica di Württemberg-Oels. Poco dopo, suo fratello maggiore, il duca Maurizio Guglielmo di Sassonia-Zeitz, gli diede le città di Pegau e Neustadt come appannaggio. Da allora in poi, egli assunse il titolo di duca di Sassonia-Zeitz-Pegau-Neustadt (Herzog von Sachsen-Zeitz-Pegau-Neustadt). Sua moglie Sofia Angelica morì dopo soli diciannove mesi di matrimonio l'11 novembre 1700.
A Moritzburg il 27 febbraio 1702, Federico Enrico si sposò per una seconda volta con Anna Federica Filippina di Schleswig-Holstein-Sonderburg-Wiesenburg. Ebbero due figli:
1. Maurizio Adolfo Carlo (Moritzburg, 1 dicembre 1702 - Pöltenberg, 20 giugno 1759), duca di Sassonia-Zeitz-Pegau-Neustadt (1713–18), vescovo di Hradec Králové (Königrgrätz) (1732) e di Litoměřice (Leitmeritz) (1733–52),
2. Dorotea Carlotta (Moritzburg, 20 maggio 1708 - Moritzburg, 8 novembre 1708).

La morte di suo nipote, il duca ereditario Federico Augusto, il 17 febbraio 1710, lo rese l'erede del fratello maggiore Maurizio Guglielmo per il ducato paterno di Sassonia-Zeitz, poiché l'altro fratello rimasto Cristiano Augusto, maggiore di lui, era un sacerdote.
Morì, tuttavia, tre anni dopo, cinque anni prima di suo fratello Maurizio Guglielmo. Il suo unico figlio, Maurizio Adolfo Carlo, gli successe nei territori di Pegau-Neustadt, ma, poiché era ancora minorenne, fu posto sotto la custodia dello zio Maurizio Guglielmo, divenendo il nuovo erede del ducato di Sassonia-Zeitz. Tuttavia, poco dopo (1718) il Maurizio Adolfo Carlo scelse di diventare sacerdote e rinunciò alle sue pretese al ducato, portando all'estinzione della linea di Sassonia-Zeitz.
Senza altri eredi maschi, Zeitz fu infine fuso nell'elettorato di Sassonia dopo la morte di Maurizio Guglielmo.

## Ascendenza
|                                                              |                                         |                                               | Genitori                                           |  |  | Nonni |  |  | Bisnonni                                      |  |  | Trisnonni                                   |  |
|                                                              |                                         |                                               |                                                    |  |  |       |  |  | 8. Christian I, principe elettore di Sassonia |  |  | 16. August I, principe elettore di Sassonia |  |
|                                                              |                                         |                                               |                                                    |  |  |       |  |  | 8. Christian I, principe elettore di Sassonia |  |  | 16. August I, principe elettore di Sassonia |  |
|                                                              |                                         | 17. Anna af Danmark                           |                                                    |  |  |       |  |  | 8. Christian I, principe elettore di Sassonia |  |  |                                             |  |
| 4. Johann Georg I, principe elettore di Sassonia             |                                         |                                               |                                                    |  |  |       |  |  | 8. Christian I, principe elettore di Sassonia |  |  |                                             |  |
|                                                              |                                         | 9. Sophie von Brandenburg                     | 18. Johann Georg, principe elettore di Brandeburgo |  |  |       |  |  |                                               |  |  |                                             |  |
|                                                              |                                         | 9. Sophie von Brandenburg                     | 18. Johann Georg, principe elettore di Brandeburgo |  |  |       |  |  |                                               |  |  |                                             |  |
|                                                              |                                         | 9. Sophie von Brandenburg                     | 19. Sabina von Brandenburg-Ansbach                 |  |  |       |  |  |                                               |  |  |                                             |  |
| 2. Moritz, duca di Sassonia-Zeitz                            |                                         | 9. Sophie von Brandenburg                     |                                                    |  |  |       |  |  |                                               |  |  |                                             |  |
|                                                              |                                         | 10. Albrecht Friedrich, duca di Prussia       | 20. Albrecht I, duca di Prussia                    |  |  |       |  |  |                                               |  |  |                                             |  |
|                                                              |                                         | 10. Albrecht Friedrich, duca di Prussia       | 20. Albrecht I, duca di Prussia                    |  |  |       |  |  |                                               |  |  |                                             |  |
|                                                              |                                         | 10. Albrecht Friedrich, duca di Prussia       | 21. Anna Maria von Braunschweig-Lüneburg           |  |  |       |  |  |                                               |  |  |                                             |  |
| 5. Magdalena Sibylle von Preußen                             |                                         | 10. Albrecht Friedrich, duca di Prussia       |                                                    |  |  |       |  |  |                                               |  |  |                                             |  |
|                                                              |                                         | 11. Marie Eleonore von Jülich-Kleve-Berg      | 22. Wilhelm, duca di Jülich-Kleve-Berg             |  |  |       |  |  |                                               |  |  |                                             |  |
|                                                              |                                         | 11. Marie Eleonore von Jülich-Kleve-Berg      | 22. Wilhelm, duca di Jülich-Kleve-Berg             |  |  |       |  |  |                                               |  |  |                                             |  |
|                                                              |                                         | 11. Marie Eleonore von Jülich-Kleve-Berg      | 23. Maria von Österreich                           |  |  |       |  |  |                                               |  |  |                                             |  |
| 1. Friedrich Heinrich, duca di Sassonia-Zeitz-Pegau-Neustadt |                                         | 11. Marie Eleonore von Jülich-Kleve-Berg      |                                                    |  |  |       |  |  |                                               |  |  |                                             |  |
|                                                              | 12. Johann III, duca di Sassonia-Weimar | 24. Johann Wilhelm, duca di Sassonia-Weimar   |                                                    |  |  |       |  |  |                                               |  |  |                                             |  |
|                                                              | 12. Johann III, duca di Sassonia-Weimar | 24. Johann Wilhelm, duca di Sassonia-Weimar   |                                                    |  |  |       |  |  |                                               |  |  |                                             |  |
|                                                              | 12. Johann III, duca di Sassonia-Weimar | 25. Dorothea Susanne von der Pfalz-Simmern    |                                                    |  |  |       |  |  |                                               |  |  |                                             |  |
| 6. Wilhelm, duca di Sassonia-Weimar                          | 12. Johann III, duca di Sassonia-Weimar |                                               |                                                    |  |  |       |  |  |                                               |  |  |                                             |  |
|                                                              |                                         | 13. Dorothea Maria von Anhalt                 | 26. Joachim Ernst, principe di Anhalt              |  |  |       |  |  |                                               |  |  |                                             |  |
|                                                              |                                         | 13. Dorothea Maria von Anhalt                 | 26. Joachim Ernst, principe di Anhalt              |  |  |       |  |  |                                               |  |  |                                             |  |
|                                                              |                                         | 13. Dorothea Maria von Anhalt                 | 27. Eleonore von Württemberg                       |  |  |       |  |  |                                               |  |  |                                             |  |
| 3. Dorothea Maria von Sachsen-Weimar                         |                                         | 13. Dorothea Maria von Anhalt                 |                                                    |  |  |       |  |  |                                               |  |  |                                             |  |
|                                                              |                                         | 14. Johann Georg I, principe di Anhalt-Dessau | 28. Joachim Ernst, principe di Anhalt (= 26)       |  |  |       |  |  |                                               |  |  |                                             |  |
|                                                              |                                         | 14. Johann Georg I, principe di Anhalt-Dessau | 28. Joachim Ernst, principe di Anhalt (= 26)       |  |  |       |  |  |                                               |  |  |                                             |  |
|                                                              |                                         | 14. Johann Georg I, principe di Anhalt-Dessau | 29. Agnes von Barby-Mühlingen                      |  |  |       |  |  |                                               |  |  |                                             |  |
| 7. Eleonore Dorothea von Anhalt-Dessau                       |                                         | 14. Johann Georg I, principe di Anhalt-Dessau |                                                    |  |  |       |  |  |                                               |  |  |                                             |  |
|                                                              |                                         | 15. Dorothea von Pfalz-Simmern                | 30. Johann Kasimir, conte palatino di Simmern      |  |  |       |  |  |                                               |  |  |                                             |  |
|                                                              |                                         | 15. Dorothea von Pfalz-Simmern                | 30. Johann Kasimir, conte palatino di Simmern      |  |  |       |  |  |                                               |  |  |                                             |  |
|                                                              |                                         | 15. Dorothea von Pfalz-Simmern                | 31. Elisabeth von Sachsen                          |  |  |       |  |  |                                               |  |  |                                             |  |
|                                                              |                                         | 15. Dorothea von Pfalz-Simmern                |                                                    |  |  |       |  |  |                                               |  |  |                                             |  |